# 小井镇
小井乡，是中华人民共和国山東省菏泽市东明县下辖的一个乡镇级行政单位。

## 行政区划
小井乡下辖以下地区：
小井村、大辛庄村、于兴屯村、车乌岗村、陈里屯村、牛集村、张表屯村、白佛寺村、裴子岩村、西五营村、东五营村、西夏营村、范屯村、黄庄村、李岗村、景庄村、里长营村、徐庄村、娄营村、西紫荆村、东紫荆村、尹集村和东新农场生活区。